# Основно училище „Петър Парчевич“
Основно училище „Петър Парчевич“ в Чипровци е наследник на най-старото училище в България – Чипровското католическо училище. Основано е през 1624 г. от архиепископ Илия Маринов.
Към 2014 г. учениците в учебното заведение са около 90. Празникът на училището е на 6 септември.

## История
Училището започва своята дейност през есента на 1624 г. в чипровската църква „Санкта Мария“.
В своята история, освен начална степен училището е имало и гимназионна. Всяка година 6 – 7 от най-добре представилите се ученици заминавали да учат в Италия, след което са се връщали в родината си. Сред тях е и Петър Парчевич – първият българин доктор на науките и първият българин дипломат.
През 1946 г. в училището е открита лятна забавачница.